# Старый Лып
Старый Лып — деревня в Большесосновском районе Пермского края. Входит в состав Полозовского сельского поселения.

## Географическое положение
Расположена на правом берегу реки Лып, примерно в 5 км к северо-востоку от села Нижний Лып и в 4,5 км от границы с Удмуртией.

## История
Первое упоминание о деревне появилось в 1748 году во время второй ревизии, как о починке Лыпу появившейся в Денисовой сотне Ефимова по Арской дороге Сивенской волости. Тогда в деревне проживало 6 государственных ясашных крестьян. Основали починок Иутины, чуть позже переселились из под Сарапула из деревни Паздеры Глазырины. В 1764 году во время третьей ревизии в починке уже проживало 34 мужчины и 38 женщин крестьян приписанных к Воткинскому заводу. В это же время вниз по течению реки появляется новое поселение Новый Лып, который будут именовать Нижним. В 1859—1873 годах населённый пункт именуется казённой деревней Старый Лып — Мясники в которой 51 двор с проживающими 175 мужчинами и 189 женщинами, всего 364 человека. В Нижнем Лыпу в это время 518 жителей. Из ревизской сказки 1890 года: «Деревня Старый Лып (Мясники) расположена при речке Большой Лып, в 120 верст. от г. Сарапула, в 8 в. от волостного правления и в 3 в. от ближайшего училища и приходской церкви. Населяют деревню русские, б. государственные и удельные крестьяне, православные. За пастьбу скота б. удельные крестьяне уплачивают в казну по 4 руб. 50 коп. в год. В обеих общинах насчитывается до 27 веялок; имеется 1 ручная молотилка и 4 общественных мельницы; 3 из них находится в пользовании б. государственных крестьян, а четвертая принадлежит б. государственным и удельным крестьянам.» Всего в Старом Лыпу на тот момент проживало 116 семей и 608 жителей, из них: Иутиных — 59 семей, Тукмачевых 23 семьи, Глазыриных 16 семей, Филлипповых — 6 семей, Лагуновых — 4 семьи, Шишовых — 3 семьи, Поварнициных — 2 семьи, одна семья Дзюиных и одна Пасынковых.

## Население
| 2010 |
| ---- |
| 72   |

## Улицы
- Заречная ул.
- М. В. Иутина ул.

## Топографические карты
- Лист карты O-40-85 Петропавловск. Масштаб: 1 : 100 000. Состояние местности на 1983 год. Издание 1984 г.